# InfraRecorder
InfraRecorder — компьютерная программа для записи CD и DVD, распространяемая под лицензией GNU GPLv3. Работает на компьютерах под управлением операционной системы Microsoft Windows и представляет собой графическую оболочку для пакета консольных утилит cdrtools. Разработка программы ведётся Кристианом Киндалем и была начата в рамках кампании Google Summer of Code 2006.

## Возможности
Набор функций InfraRecorder соответствует аналогичным программам: имеется поддержка записи данных на CD и DVD, Audio CD, видео DVD; есть функции создания образа диска, записи диска из образа, копирования дисков (в том числе в режиме клонирования), симуляции записи. Программа работает с перезаписываемыми и мультисессионными дисками и имеет поддержку файловых систем ISO и UDF. Реализована функция проверки записанной информации.
Одной из особенностей программы является способ распространения — существуют варианты как с инсталлятором, так и в архиве. Есть версии как для 32-битной, так и для 64-битной Windows. Кроме того, в программу включен модуль InfraRecorder Express — панель быстрого выбора задания, аналогичная Nero Express. Программа обладает простым и интуитивно понятным интерфейсом.

## Недостатки
- Отсутствует поддержка записи Blu-ray и HD DVD дисков.
- Отсутствует поддержка формата FLAC.